# Mi tío Jacinto
Mi tío Jacinto és una pel·lícula, coproducció italo-espanyola, dirigida per Ladislao Vajda i protagonitzada per Antonio Vico i Pablito Calvo, que es va estrenar el 31 de març de 1956.
Aquesta pel·lícula pot considerar-se un intent d'adaptar la temàtica i estètica del neorealisme italià al context de la España franquista (la relació entre un home adult i un nen sembla haver estat inspirada directament pel Lladre de bicicletes de Vittorio de Sica), combinat amb un toc de la picaresca autòctona espanyola.
Per la seva actuació en aquesta tragicomèdia Pablito Calvo va guanyar el premi del públic en el Festival Internacional de Cinema de Berlín de 1956, i Antonio Simont va obtenir la medalla del Cercle d'Escriptors Cinematogràfics als millors decorats.

## Argument
Pepote és un orfe de set anys que viu amb el seu oncle Jacinto en una barraca als afores de Madrid. Jacinto és un antic torero fracassat i actual borratxo sense ofici, encara que el seu nebot l'adora i tots dos es cuiden mútuament. Fan front a la indigència amb enginy: recol·lectant burilles per a vendre el tabac restant, fent encàrrecs i amb qualsevol petit negoci que se li ocorri al nen espavilat.
Un matí reben una carta amb una oferta perquè Jacinto toregi aquesta mateixa nit en una xarlotada per 1500 pessetas, una petita fortuna a l'Espanya de la postguerra, però no tenen les tres-centes pessetes que costa llogar el vestit de torero i només els queda un dia per a aconseguir-les. Es passen tota la jornada intentant aconseguir per tots els mitjans els diners, fins i tot involucrant-se en estafes, encara que Jacinto sempre havia intentat mantenir al seu nebot allunyat de la delinqüència. Però la seva poca perícia intentant estafar a la gent fa que acabi en la comissaria i perdi els rellotges falsos en els quals havien invertit tot els seus diners i falta poc perquè la policia li llevi la custòdia del nen. Cap al tard Jacinto desesperat s'ofereix per a descarregar un camió ple de sacs pesats per les tres-centes pessetes necessàries, però cau defallit a meitat de l'intent. Quan tot sembla perdut Pepote aconsegueix apiadar al sastre amb els seus plors i el seu somriure angelical perquè els presti el vestit de torejar.
Jacinto, acompanyat de Pepote i l'empleat de la sastrería que custodia el vestit, arriba a la plaça de las Ventas amb l'esperança que aquesta sigui la seva oportunitat per a triomfar i lluir-se davant el seu nebot. Però malgrat tots els seus intents la pluja arruïna la seva actuació, per tant surt derrotat de la plaça i amb el pesar d'haver de presentar-se enfront de Pepote i veure la decepció en la seva cara. Però el nen no ha presenciat el seu fracàs perquè havia sortit de la plaça res més començar a ploure; pel que quan Pepote li pregunta, Jacinto oculta la veritat fent gala de passades toreres i estocada final. Tots dos tornen a casa entre riures, mentre Jacinto segueix contant-li les seves suposades gestes.

## Repartiment
- Pablito Calvo - Pepote
- Antonio Vico - Jacinto
- Juan Calvo - sastre
- Luis Sánchez Polack - dependent de la sastreria
- Julio Sanjuán - organiller
- Miguel Gila - Paco, el timador
- Joaquín Portillo - companyó de Paco
- José Marco Davó - inspector de policia
- Adriano Domínguez - agent de policía
- Pastora Peña - venedora de segells
- José Isbert - Sánchez, falsificador de rellotges
- Paolo Stoppa - falsificador d'art
- Walter Chiari - companyó del falsificador d'art
- Gildo Bocci - rellotger
- Giulio Battiferri - lleter
- Mariano Azaña - cerillero
- Rafael Bardem - agent artístic
- Jesús Colomer - netejasabates

## Premis
| Esdeveniment       | Premi            | Receptor       |
| ------------------ | ---------------- | -------------- |
| Festival de Berlín | Premi del públic | Pablito Calvo  |
| Medalles del CEC   | Millors decorats | Antonio Simont |